# Parthenicus consperus
Parthenicus consperus är en insektsart som beskrevs av Knight 1968. Parthenicus consperus ingår i släktet Parthenicus och familjen ängsskinnbaggar. Inga underarter finns listade i Catalogue of Life.